# Kimballton (Iowa)
Kimballton est une ville du comté d'Audubon, en Iowa, aux États-Unis. Elle est fondée en 1883 quand Hans Jensen Jorgensen  y ouvre un bureau de poste. Elle est incorporée en 1908. La ville est ainsi nommée en l'honneur de  Edward Kimball, un employé de la compagnie de chemin de fer,.

## Source de la traduction
- (en) Cet article est partiellement ou en totalité issu de l’article de Wikipédia en anglais intitulé « Kimballton, Iowa » (voir la liste des auteurs).